# Turnianska Nová Ves
Turnianska Nová Ves (bis 1927 slowakisch „Turňanská Nová Ves“ oder „Turňava“; ungarisch Tornaújfalu) ist eine Gemeinde im Osten der Slowakei mit 291 Einwohnern (Stand 31. Dezember 2024), die zum Okres Košice-okolie, einem Teil des Košický kraj, gehört.

## Geographie
Die Gemeinde befindet sich im Südwesten des Talkessels Košická kotlina an der Flurterrasse der Flüsse Bodva und Turňa, nahe der Staatsgrenze zu Ungarn. Ein kleinerer Teil des Gemeindegebiets liegt im Hügelland Bodvianska pahorkatina. Das Ortszentrum liegt auf einer Höhe von 172 m n.m. und ist 14 Kilometer von Moldava nad Bodvou sowie 43 Kilometer von Košice entfernt.
Nachbargemeinden sind Turňa nad Bodvou im Norden, Drienovec im Nordosten, Žarnov im Osten, Tornaszentjakab (H) im Süden, Chorváty im Südwesten und Hosťovce im Westen.

## Geschichte
Das heutige Gemeindegebiet wurde in der Steinzeit besiedelt, mit Funden der Bükker Kultur, aus der Hallstattzeit, später Latènezeit, Römerzeit sowie aus dem Frühmittelalter.
Der Ort wurde zum ersten Mal 1340 als Uifalu schriftlich erwähnt, anlässlich der Teilung der Güter des verstorbenen Gespans von Tornau, Tekus. Ein gewisser János, Sohn von László, der selbst Sohn von Tekus war, erhielt den Ort und war später Gründer des Geschlechts Tornay. 1406 standen zwei, 1715 vier Mühlen im Dorf. 1828 zählte man 69 Häuser und 560 Einwohner, die als Hirten und Landwirte beschäftigt waren. Zwei Brände in den Jahren 1903 und 1904 vernichteten Großteile des Dorfes.
Bis 1918/1919 gehörte der im Komitat Abaúj-Torna (bis 1882 im Komitat Torna) liegende Ort zum Königreich Ungarn und kam danach zur Tschechoslowakei beziehungsweise heute Slowakei. Zwischen 1938 und 1944 gehörte er auf Grund des Ersten Wiener Schiedsspruches noch einmal zu Ungarn.
1964 wurde Turnianska Nová Ves zusammen mit den Nachbargemeinden Hosťovce und Chorváty Teil der neuen Gemeinde Nová Bodva. 1991 wurde diese Gemeinde aufgelöst und seither ist Turnianska Nová Ves wieder selbständig.

## Bevölkerung
| Jahr                | 1994 | 2004    | 2014    | 2024     |
| ------------------- | ---- | ------- | ------- | -------- |
| Anzahl der Personen | 374  | 367     | 345     | 291      |
| Unterschied         |      | −1,87 % | −5,99 % | −15,65 % |

| Jahr                | 2023 | 2024    |
| ------------------- | ---- | ------- |
| Anzahl der Personen | 299  | 291     |
| Unterschied         |      | −2,67 % |

Gemäß der Volkszählung 2011 wohnten in Turnianska Nová Ves 324 Einwohner, davon 297 Magyaren und 25 Slowaken. Zwei Einwohner machten keine Angabe zur Ethnie.
232 Einwohner bekannten sich zur römisch-katholischen Kirche, 67 Einwohner zur reformierten Kirche, 13 Einwohner zur griechisch-katholischen Kirche und fünf Einwohner zu den Zeugen Jehovas. Sechs Einwohner waren konfessionslos und bei einem Einwohner wurde die Konfession nicht ermittelt.

## Bauwerke und Denkmäler
- römisch-katholische Kirche Johannes der Täufer aus dem Jahr 1328, ursprünglich im gotischen Stil gestaltet, nach mehreren Umbauten teilweise im Barockstil sowie teilweise im klassizistischen und neoklassizistischen Stil gestaltet
- evangelische Kirche im klassizistischen Stil aus dem Jahr 1792
- Gebäude im regionaltypischen Baustil. Denkmalgeschützt sind dabei die Häuser Nr. 15, 16, 99, 105, 106 und 118.